# 78816 Каріпіто
78816 Каріпіто (78816 Caripito) — астероїд головного поясу, відкритий 4 серпня 2003 року.
Тіссеранів параметр щодо Юпітера — 3,163.